# Сухишвили, Илья Ильич
Илья Ильич Сухишвили (груз. ილიკო ილიას ძე სუხიშვილი; 1907—1985) — советский танцовщик грузинского происхождения. Народный артист СССР (1958).

## Биография
Родился 22 марта (4 апреля) 1907 года в Тифлисе (ныне Тбилиси, Грузия).
В 1922—1924 годах учился в Студии грузинского народного танца (ныне Тбилисское хореографическое училище) (педагог А. Г. Алексидзе) и в балетной школе под руководством М. И. Перини. В 1924 дебютировал как исполнитель грузинских народных танцев на эстраде.
С 1926 года — танцовщик труппы Тифлисского театра оперы и балета, исполнял в спектаклях грузинские народные танцы.
В 1928—1932, 1935—1939 и 1941—1945 годах — ведущий танцовщик (солист балета) и постановщик грузинских танцев Тбилисского театра оперы и балета.
В 1933—1935 годах совершенствовался в Большом театре (Москва). Танцевал в постановках опер «Демон» А. Рубинштейна, «Руслан и Людмила» М. Глинки, балете «Конёк-Горбунок» Ц. Пуни, в это же время работал помощником балетмейстера театра К. Голейзовского и учился в ГИТИСе.
В 1935 году стал лауреатом Всемирного фестиваля профессиональных исполнителей народного танца в Лондоне.
В 1939—1941 годах — солист Краснознамённого ансамбля красноармейской песни и пляски СССР. Позже ставил в ансамбле грузинские танцы.
Ставил грузинские танцы в других театрах страны: в Киевском театре музыкальной комедии (1939), Киевском театра оперы и балета, Московском театре им. К. Станиславского и В. Немировича-Данченко, Ленинградском театре музыкальной комедии.
В 1945 году, совместно с супругой, народной артисткой СССР Нино Рамишвили, основал Ансамбль народного танца Грузии и до конца своей жизни работал в нём, оставаясь солистом (до 1954 года) и художественным руководителем, ставил танцевальные номера.
На основе танцевального грузинского фольклора создал танцы «Лекури», «Хоруми», «Картули», «Хаджелури», «Кинтоури», «Парца», Грузинская и Хевсурская сюиты, хореографическая композиция по поэме Ш. Руставели «Витязь в тигровой шкуре» и др.
В 1968 году коллектив стал первым ансамблем народного танца, который выступил на подмостках оперного театра «Ла Скала» (Милан, Италия).
Вместе с ансамблем гастролировал в Венгрии, Дании, Италии, США и др.
Умер 24 марта 1985 года в Тбилиси. Похоронен в Дидубийском пантеоне.

### Семья
- Жена — Нино Рамишвили (1910—2000), танцовщица, балетмейстер, художественный руководитель Ансамбля народного танца Грузии. Народная артистка СССР (1963)
- Сын — Тенгиз Сухишвили (1938—2007), хореограф, художественный руководитель Ансамбля. Народный артист Грузии
- Жена сына — Инга Тевзадзе (р. 1941), хореограф Ансамбля. Народная артистка Грузии
- Внуки:
  - Нино Сухишвили (р. 1964), художник по костюмам (с 1989 года), директор Ансамбля
  - Илья Сухишвили (р. 1972), главный хореограф (с 2000 года), художественный руководитель Ансамбля.

## Звания и награды
- Медаль лауреата Всемирного фестиваля профессиональных исполнителей народного танца в Лондоне (1935)
- Народный артист Грузинской ССР (1948)
- Народный артист СССР (1958)
- Сталинская премия первой степени (1949) — за постановку новой программы в ГАТ Грузии и высокое мастерство исполнения сольных танцев[2]
- Государственная премия Грузинской ССР им. Ш. Руставели (1972)
- Орден Ленина (1981)
- Орден «Знак Почёта» (14.01.1937) — за выдающиеся заслуги в деле развития грузинского оперного искусства, грузинской музыки, песен и танцев
- Медали
- Почётный гражданин Тбилиси (1981).

## Постановки и исполнение танцевальных партий в операх
- 1929 — «Цисана» В. Долидзе
- 1930 — «Абесалом и Этери» З. Палиашвили (Тбилиси и Киев)
- 1930 — «Сказание о Шота Руставели» Д. Аракишвили
- 1931 — «1905 год» Мегвинетухуцеси
- «Дареджан Коварная» М. Баланчивадзе по поэме А. Церетели «Тамара Коварная»

## Постановки танцев в операх и балетах
- «Даиси» З. Палиашвили (Тбилиси и Киев)
- «Кето и Котэ» В. Долидзе (Киев)
- «Кавказский пленник» А. Кавоса (Киев).

## Память
- В 2002 году была выпущена почтовая марка Грузии, посвященная И. Сухишвили.
- Установлена мемориальная доска в Тбилиси (улица И. Абашидзе, 30)[3][4]
- Имя И. Сухишвили носит Ансамбль народного танца Грузии.
- На окраине города Тбилиси, есть улица в честь И. Сухишвили